# دينيس ميلينديز
دينيس ميلينديز (بالإسبانية: Denis Meléndez)‏ هو لاعب كرة قدم هندوراسي في مركز الوسط، ولد في 1995 في لا سيبا في هندوراس. لعب مع نادي بيدا.